# Wojciech Moniwid
Wojciech Moniwid herbu Leliwa, właściwie Moniwid (ur. w XIV w., zm. po wrześniu 1422) – bojar wielkolitewski, starosta wileński (1396–1413), adoptowany podczas unii horodelskiej (1413), pierwszy wojewoda wileński (1413–1422), uczestnik bitwy pod Grunwaldem.
W dokumencie, pochodzącym z lat 1387–1389 został zapisany wraz ze swoim nazwiskiem patronimicznym, Koilikinowicz.

## Życiorys
Moniwid był pogańskim bojarem litewskim, który po przyjęciu chrztu, przyjął chrześcijańskie imię Wojciech.

Pierwsza wzmianka o Moniwidzie pojawia się w dokumencie z lat 1387–1389, kiedy to wraz z innymi bojarami i kniaziami, składa porękę za Hryćka Konstantynowicza. Od 1396 roku występuje na urzędzie starosty wileńskiego (zwanego inaczej wojewodą wileńskim) i w tym charakterze uczestniczy w radzie w. ks. Witolda w najważniejszych sprawach publicznych, biorąc żywy udział w życiu politycznym Litwy.
Do dziś zachowały się jego pieczęcie, jedna z nich jest przywieszona do dokumentu Witolda Kiejstutowicza z 1398 roku, przedstawia tarczę, na której cztery kwadraty usytuowane są w krzyż, w środku zaś między nimi znajduje się pięcioramienna gwiazda. Napis w otoku (majuskułą łacińską) brzmi:

SIGILL ALBRECT MONEWID.

Kolejna pieczęć jest przywieszona do dokumentu z 1410 rok, ma w tarczy znak taki sam jak w poprzedniej pieczęci. Różnica między nimi polega tylko w krzyżaku umieszczonym nad tarczą drugiej pieczęci i napisie otokowym, który brzmi:

s. alberti : capit : de : vilna.

W 1401 roku był sygnatariuszem unii wileńsko-radomskiej.
Zasługi Moniwida, Witold nagrodził szeregiem przywilejów, w których to wymienione są liczne nadania. Są trzy przywileje zachowane w oryginałach:
1. Przywilej ruski bez daty, nadający Moniwidowi sioło Geranony.
2. Przywilej łaciński z 1407 roku, nadający mu szereg włości w powiecie oszmiańskim, jak Geranony, Żuprany, Mirkliszki, Korejki i inne.
3. Przywilej łaciński z 1409 roku, nadający Moniwidowi Nowe Sioło, jezioro Srelso oraz wsie Mederagi, Ejmiałowicze i Nozdraczowicze.

Oprócz tych trzech zachowanych do dziś dokumentów, w inwentarzu archiwum nieświeskiego z 1616 roku wspomniane są jeszcze dwa dokumenty, dziś uznane za zaginione:
1. Przywilej ruski bez daty, nadający Moniwidowi Żuprany i Mirkliszki.
2. Przywilej łaciński z 1403 roku w przedmiocie nadania tych samych wsi.

Ziemie Moniwida nadane mu na własność w 1407 roku przez wielkiego księcia Witolda posiadały przeszło 30 osad w 7 włościach, rozproszonych na przestrzeni około 320 km². Dwa lata później Witold pomnożył ten majątek nowymi nadaniami w okolicy Żupran.
W 1411 roku podpisał pokój toruński.
Biorąc udział w zjeździe w 1413 r. na mocy unii horodelskiej został adoptowany do polskiego herbu Leliwa przez przedstawiciela polskiego rodu Leliwitów – Jana Tarnowskiego i Jadwigę z Leżenic. Przed adopcją, posiadał jeszcze inny herb, co potwierdzają wspomniane wcześniej wizerunki z jego pieczęci. Według Władysława Semkowicza, pierwotny herb Moniwida wykazuje wszystkie cechy heraldyki zachodnio-europejskiej, w szczególności krzyżackiej, zgoła różne od heraldyki litewsko-ruskiej.
Jedna z pieczęci Moniwida z herbem Leliwa wisi przy dokumencie z roku 1419 w Muzeum Czartoryskich.
Urząd starosty wileńskiego przedzierżgnął się w unii horodelskiej w województwo, a Moniwid stał się w ten sposób wojewodą wileńskim. Pełnił ten urząd na pewno do września 1422 roku, kiedy to po raz ostatni występuje na tym urzędzie, przy okazji zawarcia pokoju mełneńskiego.

### KaplicaMontwidowska
W katedrze wileńskiej znajduje się kaplica zwana Montwidowską, fundowana wedle zapisek kościelnych przez Wojciecha Montwida, wojewodę wileńskiego w roku 1422. Gdy jednak wiemy, że wojewodą wileńskim w 1422 roku był Wojciech Moniwid, a nie Montwid, zapewne oznacza to, że nazwa kaplicy jest przekręcona i powinna brzmieć Moniwidowska. Wizyty kościelne powołują się na przywileje pana wojewody z roku 1422, w którym fundując kaplicę, wyznaczył na jej uposażenie pewne dochody z dóbr swych: Gudele (pod Dziewieniszkami), Szkudowicze (zap. Szkudy na Żmudzi w dawnym pow. telszewskim), Nowosiółek i Dekszniany (w dawnym pow. mińskim pod Radoszkowiczami). Przydał również na daną kaplicę dochody z gruntu w Wilnie, położonego pod górą zamkową. (tzw. później jurydyka Moniwidowska, na zachód od zamku, nad rzeką Wilją). Moniwid miał tam dawniej dwór, o którym wspomina komtur dynaburski w relacji do mistrza inflanckiego z roku 1396, że w danym miejscu usunęła się góra zamkowa przy czym zginęło dwoje z jego służby, a on sam ledwie z życiem uszedł.
Fundacja kaplicy była niewątpliwie aktem ostatniej woli Wojciecha Moniwida, a sama kaplica jest jego miejscem spoczynku.

### Życie prywatne
Imię ojca Moniwida historia zna dzięki najstarszemu związanemu z Moniwidem dokumentowi, pochodzącemu z lat 1387–1389, w którym to ma patronimicum Koilikinowicz, wskazując w ten sposób jego ojca Koilikina czyli Gojligina. Jego matka jest nieznana z imienia i nazwiska. Bratem rodzonym Moniwida był Giedygołd zwanego po chrzcie Jerzym, który w ruskich aktach zwany jest niekiedy Dedygołd. Obaj bracia występują na akcie zawarcia unii wileńskiej w roku 1401.
Moniwid dwukrotnie wstępował w związki małżeńskie. Pierwszy raz był żonaty z księżniczką smoleńską – Julianną Drucką herbu Druck, córką Świętosława Iwanowicza i siostrą Anny Witoldowej. Wiadomość tę podaje Jan Długosz pod rokiem 1390, mówiąc o straceniu Narymunta, jej rzekomego pierwszego męża. Małżeństwo Moniwida z Julianną miało więc miejsce po 1390 roku. Druga żona Moniwida, Jadwiga, niewiadomego pochodzenia, wspomniana jest w przywileju Witolda dla Moniwida z roku 1407 (mogła to być Jadwiga Głowaczowa z Leżenic, która do aktu horodelskiego przytłoczyła swą pieczęć), gdzie zabezpieczono jej dożywocie wraz z dziećmi na nadanych dobrach, pod warunkiem pozostania w stanie wdowieństwa.
Z pierwszego małżeństwa Moniwida pochodził jego prawdopodobny syn Iwaszko Moniwidowicz, którego spotykamy po raz pierwszy w 1420 roku jako świadka na dokumentach Witolda Kiejstutowicza. Z pierwszego małżeństwa miał syna, Jana Moniwidowicza.
Umarł w roku 1422 lub niedługo potem, ponieważ ostatni raz występuje w dokumentach we wrześniu tego roku. Jest pochowany w kaplicy św. Pawła zwanej inaczej Montwidowską w katedrze wileńskiej.

### Rody szlacheckie
Moniwid był prawdopodobnie spokrewniony z następującymi, starolitewskimi rodami szlacheckimi; Rekuciami, Zabrzezińskimi, Olechnowiczami, Kuchmistrzowiczami, Irzykowiczami, Dorohostajskimi, Wiażowiczami i Hlebowiczami. Drogą adopcji wszedł zapewne do rodu Moniwida protoplasta Tyszkiewiczów - Kalenik Miszkowicz.
Oprócz tego jest potwierdzonym protoplastą jednego, wymarłego już rodu szlacheckiego – Moniwidów.